# 宁明 (西夏)
宁明（？—1042年），西夏太子，夏景宗李元昊的儿子。野利皇后所生。“宁”（西夏文：𘟙，龔煌城擬音：njij）为其西夏官职，意为“王”；“明”为其名。
宁明天资聪明，好学明大义。仁慈不慕荣华。喜好道家，和道士学习辟谷法，李元昊非常反感。李元昊问儿子养生之道，回答不嗜杀人，莫善于寡欲。李元昊知道他不是王霸之才，不和他相见。1042年十二月，宁明死去，临终上奏父皇以荒年民生为重，李元昊以太子之礼将他安葬。